# Tom Clancy’s Rainbow Six: Vegas
Tom Clancy’s Rainbow Six: Vegas — компьютерная игра в жанре тактический шутер из серии Rainbow Six. Разработана студией Ubisoft Montreal и изданная компанией Ubisoft, в России издателем выступил Руссобит-М.

## Геймплей
Геймплей отличается от предыдущих игр серии несколькими новшествами, такими как новая система здоровья, с которой здоровье игрока восстанавливается, если в него не стреляют (иногда игрок может быть убит на месте без возможности восстановить здоровье; обычно это случается от взрывов гранат или огня из очень мощного оружия, особенно при попадании в голову). При получении урона зрение игрока сильно уменьшается, появляется своеобразная рябь. Кроме того, в игру включен вид от третьего лица, переключение на который происходит, когда игрок укрывается за объектами и углами. При этом есть возможность вести стрельбу вслепую или из укрытия. В другие изменения входят увеличенное количество врагов и улучшенный искусственный интеллект, разрушаемое окружение, прицельная система. Впервые в игре смерть невинного человека (не ключевого персонажа) не приводит к провалу миссии. Новые возможности игрока — приёмы ведения боя и разведки: скольжение по тросу, проникновение в здание через окна, огонь из прикрытия, возможность с помощью специальной камеры более точно спланировать штурм.

## Сюжет
В июле 2010 года оперативники международной антитеррористической группы «Радуга» Логан Келлер, Габриэль Новак и Кан Акахаши выполняют миссию рядом с мексиканской границей в сопровождении офицера разведки Джоанны Торрес и пилота Виктора Лукина. Их цель состоит в том, чтобы арестовать Ирену Моралис, главу террористов. Когда команда достигает целевую зону на вертолёте, Логан спускается вниз и отделяется от своей группы.
Логан пробирается через улицы, кишащие террористами и встречается с Габриэлем и Каном на старой испанской церкви. После проникновения на депо во двор и освобождения группы заложников (местных двух женщин и мужчину) отряд продвигается к шахте, где Ирена скрывается. Тем не менее, после внезапного нападения Ирена убегает, а Габриэль и Кан захвачены террористами.
Один и вооруженный только своим пистолетом, принятый за мёртвого Логан прочищает свой путь через заброшенный завод и совершает побег на вертолёте. Он получил задачу справиться с кризисом в Лас-Вегасе. Он высаживается за пределами казино Калипсо и возглавляет свою новую команду: Майкла Уолтера, британского эксперта по взрывчатке, и Юна Пака, корейского специалиста по электронике. Команда зачищает казино и спасает группу заложников (оставшийся персонал казино, два мужчины и две женщины). Они также спасли исследователя оружия НАТО, который рассказывает, что второй исследователь также был захвачен.
Радуга отправляется в казино «Красный лотос», чтобы спасти похищенного репортера. Репортер сообщает им, что террористы используют фургон прессы как узел связи. Во время поиска команда спасает семью гражданских: мужа с женой и дочерью. Команда Логана разрушает узел, затем вылетает, чтобы спасти похищенного исследователя оружия. Радуга высаживается на Вертиго Спайр, роскошный отель, похожий на стратосферу. Команда находит и спасает недостающего исследователя, который информирует команду о микроимпульсах бомбы, которая была помещена в отель. Майкл разоружает бомбу, «Радуга» получает приказ найти Габриэля и Кана.
Команда отправляется в казино Данте, где они находят и освобождают Гэйба. Они также находят Кана, но его подстрелили из засады. Перед смертью Кан рассказывает, что атака в Лас-Вегасе была только отвлекающим манёвром, а террористы Ирены запланировали гораздо большую атаку. Состав команды переходит к театру для взлома сервера террористов. Они находят Ирену рядом с Невадской плотиной.
«Радуга» прибывает к плотине, где они обнаруживают другую микроимпульсную бомбу. После обезвреживания Майклом бомбы команда спускается к нижней части плотины. Они находят инженера и вырывают его из рук террористов. Инженер сообщает им, что плотина будет закрыта, если они не откроют выпускной клапан к чрезвычайным ситуациям. Команда сопровождает инженера к панелям управления и переходит дальше к плотине, где они находят исследовательскую лабораторию оружия. Оказывается, террористы имеют микроимпульсную ракету на верхней части плотины.
Логан пробивается вперёд, сталкивается с Иреной Моралес и убивает её. Затем группа направляется к верхней части плотины и уничтожает ракету. Логан принимает передачу от Габриэля, который говорит ему, что сотрудничал с Иреной. Он угоняет вертолёт команды и выбрасывает Джоанну с Виктором. Габриэль пытается сбежать на вертолёте. Логан может разрешить предателю скрыться или может сбить его оружием, просто расстреляв вертолёт. После этого Логан и команда отправляются на поиски организации Ирены и террористической деятельности Габриэля. Когда миссия завершится, на экране появятся слова «Продолжение следует». Из финальных титров новостной ролик утверждает, что вертолёт разбился в озере, но тело Габриэля так и не было найдено.

### PSP
Когда двое членов «Радуги» Габриэль и Кан были разбиты и захвачены подкреплениями террористов, для расследования была послана команда «Радуги», состоящая из Брайана Армстронга и Шона Риверса. Их сопровождает офицер разведки Джоанна Торрес. Считается, что похищенных держат на вилле за пределами Лас-Вегаса. По прибытии на ранчо, Брайан и Шон собирают информацию на террористов. Однако их единственный заложник, городской инспектор по водоснабжению, не является одним из пропавших людей. Команде нужно очистить территорию и сопроводить заложника к точке эвакуации.

## Разработка

### Патчи
Игра вышла с некоторым числом ошибок, а через месяц после релиза вышли патчи. Одним главным недостатком было отсутствие выделенного сервера для PC-версии, который пытались создать сторонние разработчики в надежде, что Ubisoft поможет улучшить эту работу. Однако Ubisoft не стала модифицировать сервер и включила его в патч, который вышел 19 июля 2007 года и обновлял игру до версии 1.05. С тех пор Ubisoft выпустила ещё один патч, обновляющий игру до версии 1.06.

### Коллекционное издание
Коллекционное издание Rainbow Six: Vegas включало дополнительные обложки и диск, в который входил документальный фильм о создании игры и информация обо всех играх серии Rainbow Six.

### Дополнения
18 апреля 2007 года был выпущен «Player’s Pack Red Edition» в качестве загружаемого контента на Xbox Live за 800 Microsoft Points. Дополнение включало два новых режима игры. Первый — «Убийство (англ. Assassination)», в котором одна команда должна защищать VIP, вооруженного одним пистолетом, в то время, как другая команда должна его убить. Второй режим — англ. Conquest («захватить и удерживать» — режим игры, в котором каждая команда должна удерживать позиции на большинстве стратегических точек, что есть на уровне, как можно дольше). Также были включены три новые карты: «Doscala Restaurant», «Marshalling Yard», и «Roof». Карты «Killhouse» и «Border Town» были полностью переделаны и опубликованы в качестве двух новых «redux» карт.
Сборка вышла непосредственно после обновления. Все оригинальные режимы игры и карты совместимы с Player’s Pack Red Edition. 6 июля 2006 года «Red Pack» стал доступен для бесплатного скачивания.
26 июня 2007 был выпущен новый пакет миссий «Player’s Pack Black Edition», который включал в себя пять новых карт. «Red Lotus», «Wartown» и «Neon Graveyard» — три новые карты, «Streets: Redux» была переделана по аналогии с «redux» картами из Player’s Pack Red Edition, и «Presidio» — переделанная и обновленная карта из Tom Clancy's Rainbow Six 3: Raven Shield. 27 июня 2007 Ubisoft объявила, что пак, изначально стоящий 800 Microsoft Points, должен быть бесплатен. 30 июня 2007 «Black Edition» было выпущено для бесплатного скачивания, а заплатившим были возвращены их Microsoft Points. И «Red Edition», и «Black Edition» были выпущены для PC 26 июля 2007 года.

## Критика
| Сводный рейтинг | Сводный рейтинг | Сводный рейтинг | Сводный рейтинг | Сводный рейтинг |
| Издание         | Оценка          | Оценка          | Оценка          | Оценка          |
| Издание         | PC              | PS3             | PSP             | Xbox 360        |
| --------------- | --------------- | --------------- | --------------- | --------------- |
| GameRankings    | 84,10 %         | 84,74 %         | 60,89 %         | 89,39 %         |

Версия Rainbow Six: Vegas для Xbox 360 получила очень положительные отзывы от таких сайтов и журналов, как GameSpy (5/5), GameSpot (9.1/10), IGN (9.4/10), и TeamXbox (9.5/10). IGN назвал Vegas «лучшим шутером от первого лица для Xbox 360», в то время, как GameSpot описал игру как «отличный, захватывающий тактический шутер». X-Play дал игре оценку «отлично» (5 из 5). PC- и PS3-версии игры также получили положительные отзывы, в то время, как версия для PSP получила смешанные.
Rainbow Six: Vegas имеет большое количество наград, такие как «Лучший шутер от первого лица», «Лучший шутер от первого лица для Xbox 360», «Лучшая онлайн-игра» и «Лучшая игра для Xbox Live» в топе IGN за 2006 год. Gaming Target включил игру в «52 игры 2006 года, в которые всё еще будут играть». Игра также получила награду «Лучшая онлайн-игра» от Official Xbox Magazine.
Согласно данным Ubisoft по состоянию на 31 марта 2007 года было продано 1.7 миллионов копий игры Tom Clancy's Rainbow Six: Vegas.